# Edward Sprague Rand Jr
Edward Sprague Rand Jr est un botaniste américain, né à Boston en 1834 et décédé en 1897.

## Biographie
Issu d'une riche famille de négociants, il s'est consacré à l'étude et à la culture de plantes tropicales dans les serres de sa propriété de Glen Ridge près de Boston, en particulier les rhododendrons et les orchidées.
Il réalisa plusieurs voyages botaniques au Brésil.
Il est l'auteur de nombreux travaux sur les orchidées sud-américaines (descriptions, articles) et d'un ouvrage à succès sur la culture des orchidées : Orchids: description of the species and varieties grown at Glen Ridge, publié à New York en 1876.
Le Paphinia randi, orchidée brésilienne, a été nommé en son honneur par Lucien Linden (1851-1940) et Émile Rodigas (1831-1902) en 1885.